# 소원택시
"소원택시"는 2013년에 개봉한 대한민국의 영화이다.

## 캐스팅
- 장성원 : 인만 역
- 오인혜 : 초희 역
- 한소영 : 혜리 역
- 김선영 : 지은 역
- 장희웅 : 준호 역
- 하미애 : 지은엄마 역
- 다은 : 준호신부 역
- 이계영 : 중년남성 역
- 구윤회 : 친구1 역
- 정호 : 친구2 역
- 동윤석 : 친구3 역
- 박정우 : 형사 역
- 현정애 : 마트주인 역
- 정귀영 : 편의점사장 역
- 이종현 : 편의점알바 역